# هارلو روترت
هارلو روترت (انگلیسی: Harlow Rothert؛ ۱ آوریل ۱۹۰۸ – August 13, 1997 (aged 89)) ورزشکار دو و میدانی اهل ایالات متحده آمریکا بود.
وی در مسابقات کشوری و بین‌المللی در مجموع برندهٔ ۱ مدال نقره شده‌است.